# Anton Nosan
Anton Nosan, slovenski geolog in hidrogeolog, rojen 4. junij 1922, Drulovka pri Kranju, † 31. januar 2012, Ljubljana.
Diplomiral je na Prirodoslovno matematični fakulteti v Ljubljani. V letih 1951-1989 je bil zaposlen na Geološkem zavodu Ljubljna. V prvem desetletju je sodeloval pri izdelavi osnovne geološke karte Jugoslavije 1:100000 in prevzemal druge naloge s področja hidrogeologije, inženirske geologije in ekonomske geologije. Po letu 1960 se je posvetil hidrogeološkim raziskavam za zajetje termalnih, mineralnih in pitnih voda. Leta 1965 je prevzel vodstvo oddelka za hidrogeologijo, inženirsko geologijo in 1973 vodstvo sektorja geologije, geotehnika in geofizika.
Na območju Slovenije je obdelal Čateške, Šmarješke, Dolenjske, Podčetrtek - Atomske toplice, v celoti in delno Laško, Rimske toplice, Dobrne, Topolščico in Bled. V makedoniji Selo banja Kočani, Isti banja Vinica, Katlanovska Banja, Banja Keževica Štip. V Bosni Banja Laktaši.
Mineralne vode: Rogaška Slatina 1952 je postal član ekipe, ki naj bi rešila problem usihanja mineralne vode v dotrajnih zajetjih iz 1908. Njegova naloga je bila spremljava globinskega vrtanja, 1968 je prevzel vodstvo hidrogeoloških raziskav in na osnovi regionalnih geoloških in geofizikalnih raziskav lociral dve globoki vrtini izven vrelčnega območja v Rogaški Slatini.
Med letoma 1974 in 1982 je bil prvi direktor TOZD-a. Z dolgoletnim delom je omogočil zajetje izdatnih količin termalne in mineralne vode na vseh lokacijah in s tem bistveno prispeval k njihovem gospodarskem razvoju.
Pitne vode: Oskrba Novega mesta s Širšo okolico z zajetjem v Družinski vasi in več lokacijah na prednožju Gorjancev med Kostanjevico in Podturnom cca 20011/s
Je soavtor osnovne geološke karte Jugoslavije, predvsem pa se je posvetil raziskovanju slovenskih termalnih izvirov, o katerih je objavil več znanstvenih razprav. Za strokovni članek Termalni in mineralni vrelci v Sloveniji je leta 1974 prejel nagrado sklada Borisa Kidriča.